# Stadio Cino e Lillo Del Duca
Lo stadio Cino e Lillo Del Duca è l'impianto calcistico della città italiana di Ascoli Piceno. Ospita le gare casalinghe dell'Ascoli Calcio 1898 e dell'Atletico Ascoli. È intitolato alla memoria dei fratelli Cino e Lillo Del Duca, di origini montedinovesi. Cino è stato imprenditore nel ramo dell'editoria, fondatore (per conto di Enrico Mattei) del quotidiano Il Giorno e munifico sostenitore della società calcistica cittadina.

## Storia
La costruzione dello stadio iniziò nel 1955 per conto dell'amministrazione comunale di Ascoli Piceno che affidò l'incarico all'impresa Brandimarte Ado. L'impianto fu inaugurato il 12 maggio 1962 con un incontro fra le rappresentative dilettantistiche di Italia e Inghilterra. 
L'impianto (all'epoca chiamato informalmente "delle Zeppelle", denominazione mutuata dall'omonima via che lo lambisce) era di tipo polifunzionale: intorno al rettangolo di gioco si sviluppava la pista di atletica leggera; gli spalti erano costituiti da un solo anello ellittico (cosiddetto parterre) e due tribune rialzate sui lati lunghi, delle quali una provvista di copertura. La curva nord fu in parte realizzata sfruttando la pendenza naturale del terreno. La capienza era di circa 15 000 spettatori.
Nell'estate 1974, a seguito della prima promozione dell'Ascoli in Serie A, lo stadio fu sottoposto a lavori di ampliamento dall'impresa edile di proprietà del patron bianconero Costantino Rozzi: grazie a una nuova tecnica costruttiva basata sull'uso di strutture cementizie prefabbricate, in soli 100 giorni le due curve vennero soppalcate con un secondo anello, mentre il parterre fu ampliato, così da portare la capienza del "catino" a 40 000 unità. La medesima tecnica edilizia fu poi riutilizzata dall'impresa Rozzi per la costruzione di altri stadi in altre regioni d'Italia.
Nel corso degli anni, a seguito dell'irrigidimento dei regolamenti di sicurezza, l'agibilità al pubblico fu ridotta dapprima a 34 110 (negli anni ottanta), quindi a 28 000 (negli anni novanta), 24 058 (nell'agosto 2005) e infine a 20 550 posti.
A seguito degli scontri tra tifosi ascolani e interisti a margine della partita di campionato del 9 ottobre 1988, in cui rimase gravemente ferito il giovane Nazzareno Filippini (poi morto in ospedale otto giorni dopo), si provvide a recintare i settori delle gradinate, così da separarli e impedire alle avverse tifoserie di venire a contatto. Sempre negli anni ottanta furono ricavati dei locali al di sotto della tribuna est (che inizialmente ne era sprovvista), mentre negli anni 1990 dalla medesima tribuna vennero rimossi i seggiolini, ormai vecchi e logori. Nei primi anni 2000 vennero installate nuove panchine semi-interrate, al fine di non intralciare la visuale degli spettatori nella tribuna ovest, sulla quale venne altresì ricavata la sala dedicata agli operatori GOS.
Durante la pausa invernale del campionato di Serie A 2005-2006, l'Ascoli Calcio finanziò il rinnovamento dell'impianto di drenaggio e irrigazione del terreno di gioco, che venne altresì rizollato e delimitato nelle misure di 105 x 68 metri. Al contempo si provvide a rimuovere la logora e inutilizzata pista d'atletica, in luogo della quale venne steso dell'asfalto, che fu poi verniciato di bianco e nero.
A seguito degli scontri di Catania del 2 febbraio 2007, anche il "Del Duca" fu interessato da modifiche strutturali volte a migliorarne il livello di sicurezza. A spese della società furono posizionati tornelli a ogni entrata e una rete di telecamere per la videosorveglianza; tutt'intorno allo stadio venne quindi posta in opera una recinzione prefabbricata antisfondamento. Nella stessa stagione calcistica vennero sostituiti i riflettori sulle torri-faro e furono riverniciati i gradoni e le ringhiere della curva nord superiore. 

### Problemi statici: demolizione tribuna Est (2015) e curva Sud (2020)

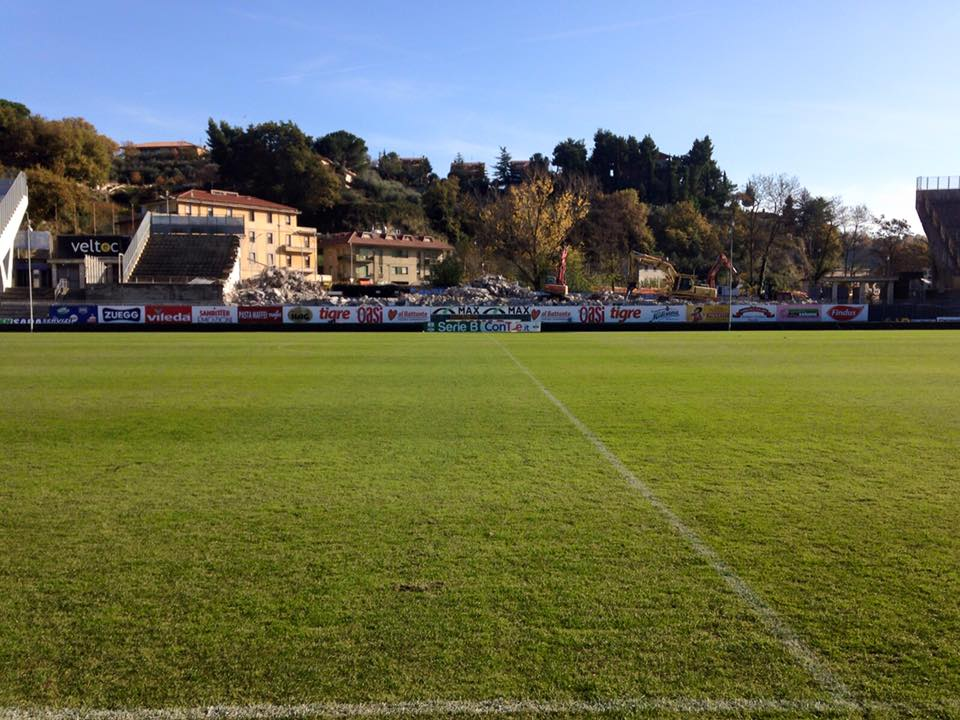
Foto della vecchia tribuna Est durante la demolizione

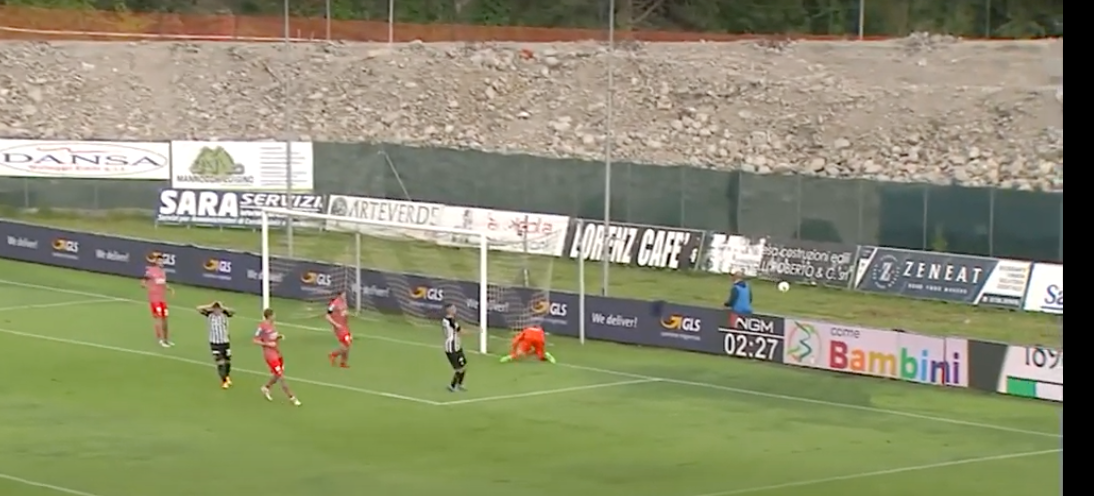

Col passare degli anni le strutture dello stadio hanno palesato una crescente obsolescenza: nell'aprile 2015 un'analisi statica su tutto l'impianto fece emergere fattori di rischio inerenti alla tribuna Est, che fu quindi inibita al pubblico e poi integralmente demolita nell'ottobre 2015. 
Nell'estate 2016 la tribuna Ovest fu oggetto di un restyling completo dei locali interni (area hospitality, sala stampa, tunnel che collega spogliatoi al campo da gioco) e degli esterni, con la realizzazione di sei "skybox" e di una nuova area stampa. Nelle pareti esterne della stessa tribuna vennero altresì sostituite le gigantografie (posizionate a fine anni novanta) con delle nuove raffiguranti il nuovo stemma societario e l'effigie di alcuni giocatori ascolani. A spese del comune di Ascoli Piceno venne poi ammodernato l'impianto di illuminazione.
Ulteriori problematiche strutturali insorsero a seguito del sisma del 2016, che danneggiò la copertura della tribuna Ovest e la curva Sud, rendendo inagibili ambedue i settori. Il 28 novembre 2016 ebbero quindi inizio i lavori di smantellamento della copertura della tribuna Ovest e per la costruzione di una curva Sud provvisoria eretta in tubi d'acciaio all'interno del vecchio "catino".
Nell'estate 2017 la tribuna Ovest fu oggetto di lavori di impermeabilizzazione completa delle sue pareti esterne e d'installazione sulla gradinata di nuovi seggiolini colorati in bianco e nero. Avendo inoltre il regolamento della Serie B 2017-2018 portato da 7 a 12 il numero di giocatori convocabili come riserve, le panchine vennero ampliate.
L'installazione dei seggiolini proseguì nell'estate 2018 sulla curva Sud provvisoria e su parte della curva Nord inferiore; nell'ottobre successivo la tribuna ovest superiore venne dotata di una nuova copertura removibile in acciaio, mentre il settore distinti nord-est venne adeguato per ospitare le tifoserie ospiti. In tal modo la curva Nord è tornata ad accogliere la tifoseria locale.
Il Comune di Ascoli Piceno provvide a finanziare con 2,5 milioni di euro la completa ricostruzione della tribuna Est, annullando la distanza col terreno di gioco: la nuova tribuna, denominata tribuna Mazzone in onore a Carlo Mazzone, fu inaugurata il 4 maggio 2019 in occasione dell'ultima partita casalinga del campionato di Serie B 2018-2019 contro il Palermo.
La vecchia curva Sud in cemento, inagibile da ormai quattro anni, fu demolita nel giugno 2020.

## Settori e capienza
Lo stadio è suddiviso principalmente in sei settori: la tribuna coperta ovest (che si suddivide a sua volta in sky box, poltrone vip, poltroncine rosse, poltroncine centrali, poltroncine nord/sud e tribuna stampa), la tribuna coperta est "Mazzone" (intitolata all'ex-allenatore bianconero Carlo Mazzone), i distinti ovest (comprendono la tribuna ovest parterre), i distinti est, la curva sud "Rozzi" (ora demolita in attesa di ricostruzione intitolata negli anni duemila allo storico presidente Costantino Rozzi), e la curva nord. Esiste anche un piccolo settore, situato nei distinti nord-ovest parterre, per gli spettatori disabili.
| Settore | Posti             | Copertura |
| --- | ----------------- | --------- |

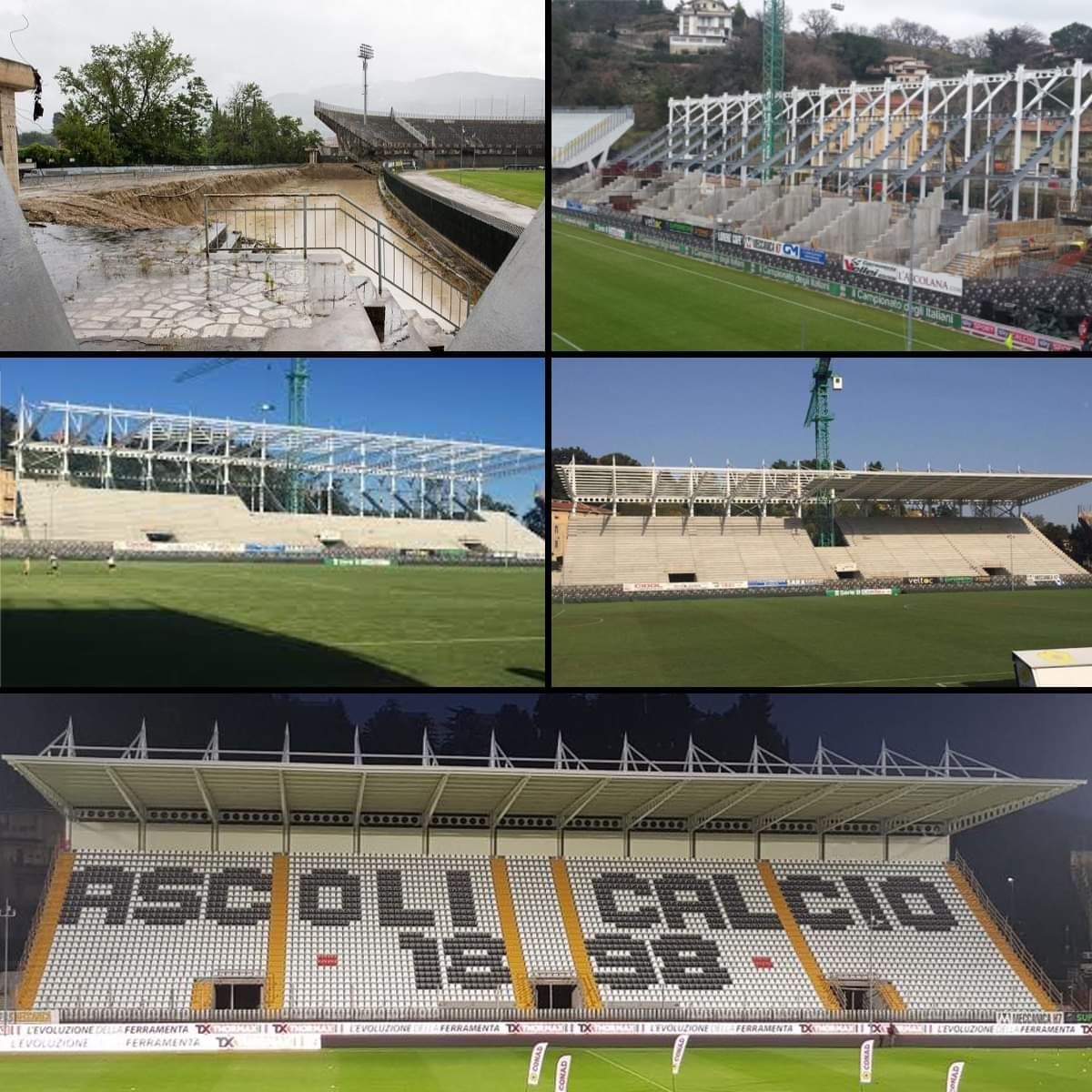
Le varie fasi di costruzione della nuova tribuna Est "Mazzone"

| Tribuna ovest (sky box, poltrone vip, poltroncine rosse, poltroncine centrali, poltroncine nord/sud e tribuna stampa) | 1 241             | Si        |
| Tribuna est (Tribuna Mazzone)                                                                                         | 3 856             | Si        |
| Curva sud | Demolita nel 2020 |           |
| Curva nord superiore                                                                                                  | 3 873             | No        |
| Curva nord inferiore                                                                                                  | 1 132             | Si        |
| Settore ospiti | 900               | No        |
| Totale | 11 326            |           |

## Media spettatori
| Stagione  | Campionato | Spettatori | Variazione spettatori | Abbonati | Variazione abbonati |
| --------- | ---------- | ---------- | --------------------- | -------- | ------------------- |
| 2021/2022 | Serie B    | 7 525      | +24,96%               | ---      | ---                 |
| 2019/2020 | Serie B    | 6 720      | non comparabile       | 4 197    | +17,53%             |
| 2018/2019 | Serie B    | 6 033      | +5,03 %               | 3.571    | +0,56%              |
| 2017/2018 | Serie B    | 5 744      | +4,15 %               | 3.551    | +6,80%              |
| 2016/2017 | Serie B    | 5 517      | -14,50 %              | 3 325    | -12,73%             |
| 2015/2016 | Serie B    | 6 453      | +20,27 %              | 3 810    | +56,02%             |
| 2014/2015 | Lega Pro   | 5 145      | +98,04 %              | 2 442    | +769,04%            |
| 2013/2014 | Lega Pro   | 2 598      | -15,68 %              | 281      | -79,61%             |
| 2012/2013 | Serie B    | 3 081      | -0,32 %               | 1 378    | +20,98%             |
| 2011/2012 | Serie B    | 3 091      | -48,59 %              | 1 139    |                     |
| 2010/2011 | Serie B    | 6 012      |                       | 4 555    |                     |
| 2009/2010 | Serie B    | 4 942      |                       | 2 688    |                     |
| 2008/2009 | Serie B    | 5 237      |                       | 2 622    |                     |
| 2007/2008 | Serie B    | 6 413      |                       | 4 651    |                     |
| 2006/2007 | Serie A    | 7 209      |                       | 4 800    |                     |
| 2005/2006 | Serie A    | 12 466     |                       | 6 699    |                     |
| 2004/2005 | Serie B    | 6 095      |                       | 1 866    |                     |
| 2003/2004 | Serie B    | 5 962      |                       | 1 802    |                     |
| 2002/2003 | Serie B    | 8 391      |                       | 3 391    |                     |
| 2001/2002 | Serie C1   | 7 526      |                       | -        |                     |

Media spettatoriStagione0200040006000800010.00012.00014.0002001200420072010201320162019Spettatori

## Eventi sportivi internazionali

### Calcio
L'impianto ascolano ha ospitato partite di rilievo, come Italia-Portogallo nel 1985 e lo spareggio di campionato di Serie B della stagione 1991-92 fra il Taranto e la Casertana per evitare la retrocessione in Serie C1. La partita Chieti-Catanzaro dell'ultima giornata del campionato di Serie C1, girone B (stagione 2003-04) fu giocata al "Del Duca" per permettere ai tantissimi tifosi calabresi di salutare la propria squadra neopromossa in Serie B.
Il 5 marzo 2014, ha ospitato l'incontro Italia-Polonia (0-1) delle nazionali under 20, valido per il Trofeo delle 4 nazioni.. Il 24 marzo 2022 si è giocata Italia-Germania under20, terminata 1-1, e il successivo 14 giugno Italia-Irlanda U21, terminata 4-1.

#### Incontri della nazionale italiana
Lo stadio Cino e Lillo Del Duca è stato sede di un incontro amichevole della nazionale di calcio dell'Italia, disputato il 3 aprile 1985 contro il Portogallo e terminato con il punteggio di 2-0 in favore degli Azzurri.

### Rugby
Nel 2008 si pensò a tale impianto per ospitare uno dei tre test match autunnali dell'Italia di rugby, quello contro i Pacific Islanders del 22 novembre 2008 che poi si tenne a Reggio Emilia; un anno più tardi il "Del Duca" ha ospitato uno dei test autunnali del 2009, tra le nazionali di Italia e Samoa. Nel novembre del 2014, sempre per il test match, lo stadio di Ascoli ha ospitato ancora una volta l'incontro Italia-Samoa.
Ecco gli incontri di rugby disputati:
| 28 novembre 2009 | Italia | 24 – 6 | Samoa |  |

| 8 novembre 2014 | Italia | 24 – 13 | Samoa |  |

## Eventi e circostanze non sportive

### Concerti
Lo stadio "Del Duca" ha accolto negli anni anche manifestazioni extrasportive, quali concerti di artisti di fama nazionale e internazionale:
- 27 luglio 1982 - Claudio Baglioni - Alé Oó - Tour
- 16 agosto 1983 - Franco Battiato - L'Arca Di Noé tour
- 13 giugno 1992 - Antonello Venditti - Alta marea tour
- 26 giugno 1993 - Vasco Rossi - Gli spari sopra tour

### Cinema
Nel 1985 lo stadio ascolano fu tra le location del film Mezzo destro mezzo sinistro - 2 calciatori senza pallone: in particolare vi venne girata la scena della finale della Coppa Mitropa. La riconoscibilità dell'impianto è resa inequivocabile dal fatto che, al momento dell'entrata in campo di Margheritoni (interpretato da Andrea Roncato), dietro la panchina s'intravede uno striscione, collocato in tribuna, inneggiante all'Ascoli Calcio.